# Котовиці (Мазовецьке воєводство)
Котовиці (пол. Kotowice) — село в Польщі, у гміні Брвінув Прушковського повіту Мазовецького воєводства.
Населення — 122 особи (2011).
У 1975-1998 роках село належало до Варшавського воєводства.

## Демографія
Демографічна структура станом на 31 березня 2011 року:
|          | Загалом | Допрацездатний вік | Працездатний вік | Постпрацездатний вік |
| -------- | ------- | ------------------ | ---------------- | -------------------- |
| Чоловіки | 67      | 13                 | 46               | 8                    |
| Жінки    | 55      | 9                  | 26               | 20                   |
| Разом    | 122     | 22                 | 72               | 28                   |